# عبد الرحيم يوسف
عبد الرحيم يوسف (1975-) هو كاتب مصري، ولد في الإسكندرية، تخرج من كلية التربية قسم اللغة الإنجليزية عام 1997 وعمل مدرسًا منذ 1998 إلى 2018، كما عمل منسقًا فنيًا بمؤسسة جدران لفنون والتنمية بالإسكندرية بالإضافة إلى عمله بالترجمة، نشر عدداً من القصائد في دوريات أدبية وصحف محلية، وشارك بكتابة الأغاني والإعداد المسرحي لعدد من المسرحيات للفرق المستقلة وهيئة قصور الثقافة بالإسكندرية.

## مؤلفات
صدرت له عدة أعمال أدبية منها:
- «تحقيق: فتح القدير الجامع بين فني الرواية والدراية من علم التفسير للشوكاني (من بداية تفسير سورة المجادلة إلى نهاية تفسير سورة الملك)»، 15 مارس 2014، عدد الصفحات:577.[2]
- «كراكيب جديدة»، دار العين للنشر والتوزيع، 2017، عدد الصفحات:31.[3]
- «قطة وقديسة وجنية»، دار صفصافة للنشر والتوزيع والدراسات، 2010، عدد الصفحات:25.[4]
- «Game Over»، دار كلمة للنشر والتوزيع، 2013.[5]
- «موسوعة النباتات الطبية الهامة في المنطقة العربية»، دار الخير، 2010، عدد الصفحات:356.[6]
- «ألعاب خطره»، الهيئة المصرية العامة للكتاب، 2017، عدد الصفحات:100.[7][8]
- «عفريت العلبة»، سلسلة أصوات أدبية الهيئة العامة لقصور الثقافة، 2019.[9]

- «قصايد ماتت بالسكتة القلبيه»، ديوان، سلسلة يدوية في 2008.
- «م المرحلة الزرقا»، ديوان، المقطم، القاهرة: مركز المحروسة للنشر والخدمات الصحفية والمعلومات، 2009.[10]

### ترجمات
- «حقائق ملتوية»، ترجمة لأنطولوجيا القصة الآيرلندية الحديثة، دار صفصافة للنشر والتوزيع والدراسات، 2014.
- «ثلاث دراسات حول الأخلاق والفضيلة»، ترجمة لكتاب الفيلسوف الهولندي برنارد ماندفيل، دار صفصافة للنشر والتوزيع والدراسات، 2014 وفاز عنه بجائزة الدولة التشجيعية 2016 فرع ترجمة الأعمال الفكرية.[11]
- «بين الرجال»، ترجمة رواية للكاتب الآيرلندي (ميهال أوكونيل)، دار صفصافة للنشر والتوزيع والدراسات، 2015.[12]
- «حلم ف ليلة نص الصيف»، ترجمة لويليام شكسبير، دار صفصافة للنشر والتوزيع والدراسات، 2016.[13]
- «المكشوف والمحجوب.. من خيط بسيط إلى بدلة بثلاث قطع»، ترجمة للكاتبة الهولندية مينيكي شيبر، دار صفصافة للنشر والتوزيع والدراسات، 2017.[14][15]
- «يوم الجراد»، ترجمة رواية للكاتب الأمريكي ناثانيال ويست، دار آفاق للنشر بالقاهرة في 2017.
- «العطش»، ترجمة رواية للكاتبة الهولندية إستير خيريتسين، دار صفصافة للنشر والتوزيع والدراسات، 2017.[16]
- «ومن بعدنا الطوفان.. حكايات نهاية البشرية»، ترجمة كتاب للكاتبة الهولندية مينيكي شيبر، دار صفصافة للنشر والتوزيع والدراسات، 2018.[17]
- «المادة السوداء»، ترجمة رواية للكاتب الأمريكي بليك كراوتش، مركز المحروسة للنشر والخدمات الصحفية والمعلومات، 2019.[18]
- «المقيدون»، ترجمة رواية للكاتبة الإندونيسية أوكي ماداساري، دار صفصافة للنشر والتوزيع والدراسات، 2019.[19]
- «المرأة التي تجلب المطر... مذكرات من هوكايدو، اليابان»، ترجمة كتاب، للكاتبة الويلزية إلينيد جراميش، دار صفصافة للنشر والتوزيع والدراسات، 2019.[20]
- «مقهى طاقة الأدغال الفلبينية العظمى»، ترجمة رواية للكاتب الفلبيني ألفريد يوسون، دار صفصافة للنشر والتوزيع والدراسات، يناير 2020.
- «القيادية.. رحلة نحو التحول الشخصي والمجتمعي»، ترجمة كتاب لمونيكا شارما، دار صفصافة للنشر والتوزيع والدراسات، يناير 2020.
- «الحرب داخل هذه الأسوار»، ترجمة الرواية المصورة للكاتبة البلجيكية آلين ساكس ورسوم الفنان البلجيكي كيريل شريلسكي، دار صفصافة للنشر والتوزيع والدراسات، 2020.[21]
- «تلال الفردوس.. تاريخ الجسد الأنثوي بين السلطة والعجز»، ترجمة كتاب للكاتبة الهولندية مينيكي شيبر، دار صفصافة للنشر والتوزيع والدراسات، 2020.

## جوائز
- جائزة الدولة التشجيعية 2016 فرع ترجمة الأعمال الفكرية، عن عمل «ثلاث دراسات حول الأخلاق والفضيلة».
- فاز ديوانه «عفريت العلبة» بالمركز الرابع في مسابقة كتاب اليوم الأدبية الثانية 2010، والتي نظمتها دار أخبار اليوم بالتعاون مع المجلس القومي للشباب.